# Bygland
58°49′28″N 7°48′07″Ø / 58.82444°N 7.80194°Ø
Bygland er en kommune i Agder fylke i Norge. Den grænser i nord til Valle, i øst til Fyresdal og Åmli, i syd til Froland og Evje og Hornnes, og i vest til Åseral, Kvinesdal og Sirdal.
Bygland er også navnet på byen som er kommunecenter i Bygland kommune. Det ligger ved riksvei 9. Kommunens våben forestiller en los, på grund af kommunens forekomster af kattedyret, som der også drives jagt på.
Bygland er i udstrækning den næststørste kommune det tidligere  Aust-Agder fylke, men kommunen har kun ca. 750 ha jordbrugsareal og 25.000 ha produktiv skov, mens resten, omkring 80% af kommunens totalareal udgøres af naturområder. Størstedelen af kommunen ligger over 700 moh., dvs over trægrænsen. De laveste områder ligger langs Byglandsfjorden og Otra ca. 200 moh. Det højeste punkt er Røynelifjellet på 1.162 m.
Kommunens bebyggelser strækker sig i hovedsagen over en strækning på 60 km i Setesdalen fra kommunegrænsen til Evje og Hornnes i syd til Valle kommune i nord.

## Byer
Ud over kommunecenteret Bygland, er Byglandsfjord og Ose vigtige. Byglandsfjord har de største virksomheder og alle almindelige servicefunktioner for indbyggerne i den sydlige del af kommunen. Ose har tilsvarende betydning for nordlige del.
Setesdalsbanen var en smalsporet damp-jernbane som gik mellem Grovane i Vennesla og Byglandsfjord. Videre transport op i Setesdalen gik med dampbådene Bjoren og Dølen til Ose. Stationsbygningen i Byglandsfjord er blevet fredet, og huser nu en filial av kommunens bibliotek.